# Dédalée du chêne
Daedalea quercina
Espèce
Daedalea quercina, la Dédalée du chêne ou le Polypore du chêne, est une espèce de champignons basidiomycètes de la famille des Fomitopsidaceae.

## Description

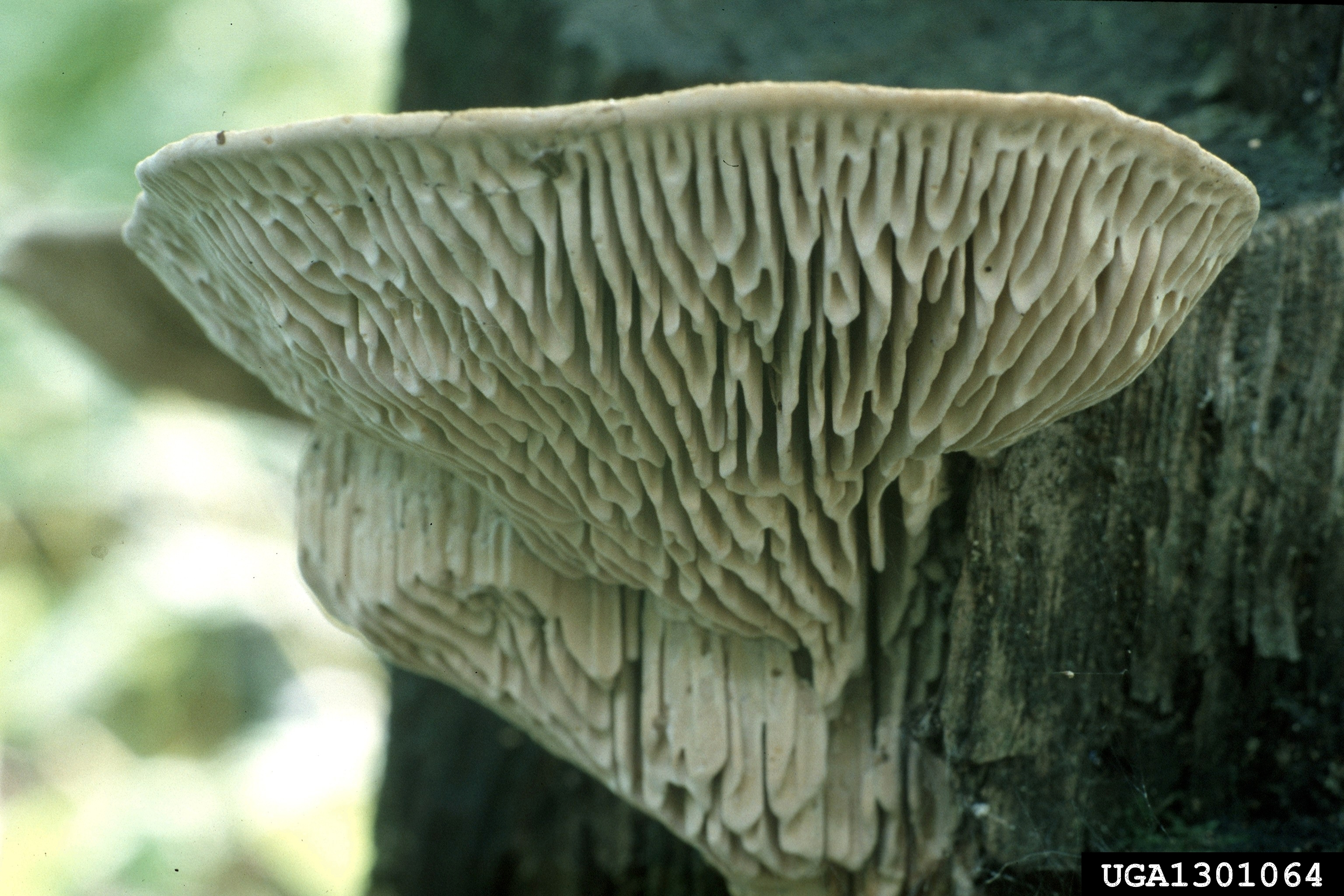
Lames typiques de Daedalea quercina

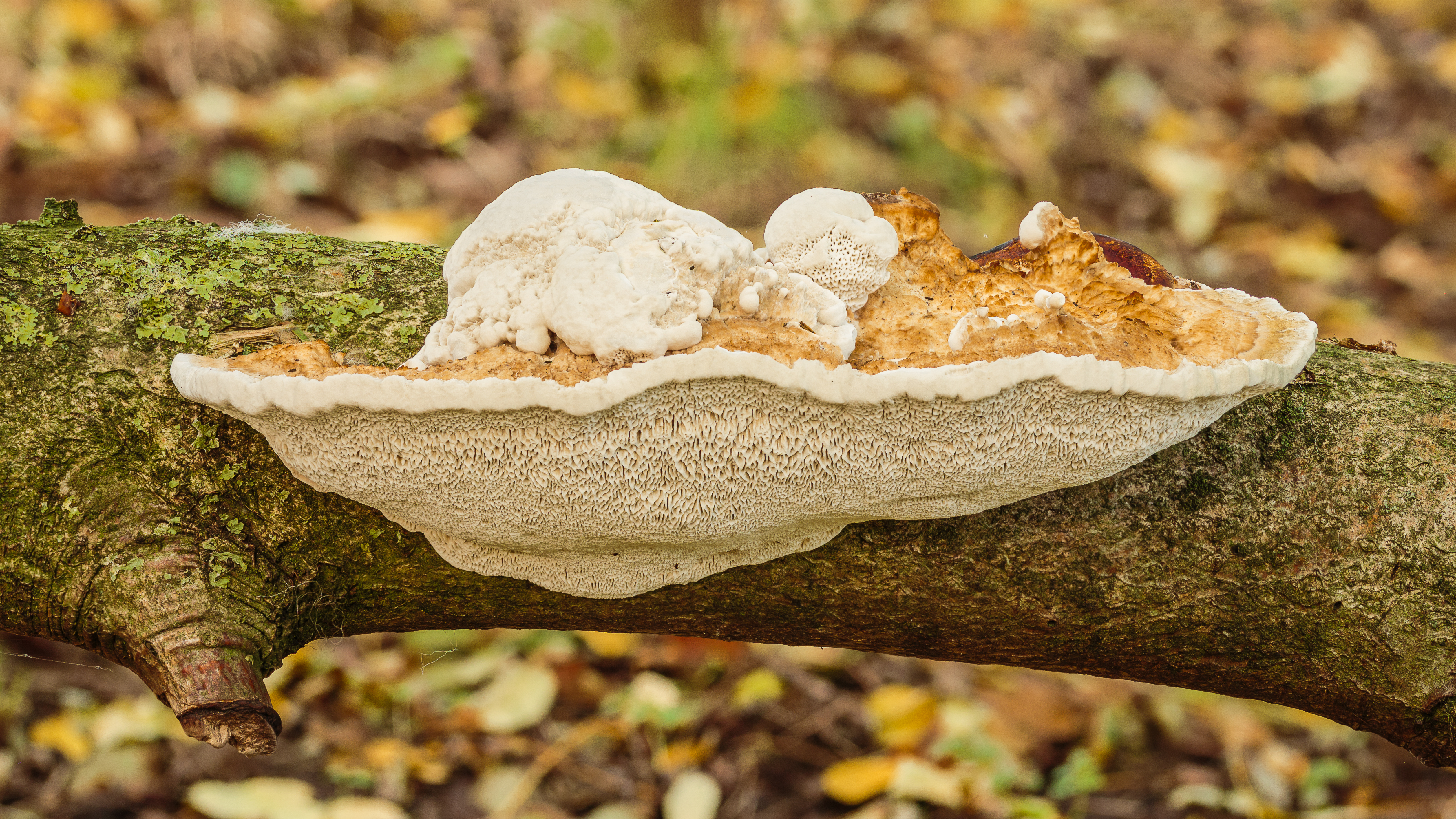
Dédalée du chêne trouvée dans le De Famberhorst, une aire protégée en Hollande. Octobre 2022.

- Chapeau de 6 à 20 cm, en console semi-circulaire, brun-gris assez pâle, rugueux et zoné vers la marge.
- Lames de couleur ocre clair, espacées, épaisses et ramifiées en labyrinthe (d'où le nom du genre). L'hyménium des dédalées est intermédiaire entre de véritables lames et des pores ; sporée blanchâtre.
- Pied quasi inexistant.
- Chair épaisse d'1 à 3 cm, jaunâtre, molle puis sèche et coriace ; odeur et saveur agréables de champignon.

## Écologie
Cette espèce vient toute l'année sur les troncs des chênes, comme son nom l'indique, mais aussi occasionnellement sur d'autres feuillus : châtaigniers, hêtres, noyers notamment. Il est rare sur les conifères. Son mycélium cause une pourriture brune chez son hôte.

## Utilisation
Coriace et de ce fait immangeable, la dédalée du chêne reste un champignon comestible si on l'utilise pour parfumer un potage.
Il contient également du quercinol, aux propriétés anti-inflammatoires.

## Espèces proches et confusions possibles
La dédalée du chêne se reconnait aisément à son habitat, à son profil en console aplatie et surtout à son hyménium labyrinthique qui évoque certains madrépores. C'est une particularité que l'on retrouve toutefois chez d'autres Polyporales, tels les Lenzites ou les Daedaleopsis , et aussi chez les Gloeophyllales.